# Risoluzioni del Consiglio di sicurezza delle Nazioni Unite (701-800)
| Risoluzione | Data              | Voto (favorevoli/contrari/non votanti)                                    | Oggetto |
| 701         | 31 luglio 1991    | Adottata all'unanimità                                                    | Estensione del mandato dell'UNIFIL |
| 702         | 8 agosto 1991     | Adottata senza voto                                                       | Nuovi membri: Corea del Nord (Repubblica Democratica Popolare di Corea) e Corea del Sud (Repubblica di Corea)                                  |
| 703         | 9 agosto 1991     | Adottata senza voto                                                       | Nuovo membro: Stati Federati di Micronesia |
| 704         | 9 agosto 1991     | Adottata senza voto                                                       | Nuovo membro: Isole Marshall |
| 705         | 15 agosto 1991    | Adottata all'unanimità                                                    | Richiesta all'Iraq di risarcimento per l'intervento nella guerra del Golfo                                                                     |
| 706         | 15 agosto 1991    | 13-1-1 (contrari: Cuba, astenuti: Yemen)                                  | Meccanismi per consentire all'Iraq di vendere petrolio in cambio dell'entrata di aiuti umanitari (predecessore della risoluzione Oil-for-food) |
| 707         | 15 agosto 1991    | Adottata all'unanimità                                                    | Condanna all'Iraq per il mancato adempimento alla Risoluzione 687                                                                              |
| 708         | 28 agosto 1991    | Adottata all'unanimità                                                    | Indizione delle votazioni per la Corte internazionale di giustizia                                                                             |
| 709         | 12 settembre 1991 | Adottata senza voto                                                       | Nuovo membro: Estonia |
| 710         | 12 settembre 1991 | Adottata senza voto                                                       | Nuovo membro: Lettonia |
| 711         | 12 settembre 1991 | Adottata senza voto                                                       | Nuovo membro: Lituania |
| 712         | 19 settembre 1991 | 13-1-1 (contrari: Cuba, astenuti: Yemen)                                  | Lavori della Commissione di Compensazione delle Nazioni Unite                                                                                  |
| 713         | 25 settembre 1991 | Adottata all'unanimità                                                    | Guerre jugoslave, sforzi della Comunità Europea ed embargo nei confronti della Jugoslavia                                                      |
| 714         | 30 settembre 1991 | Adottata all'unanimità                                                    | Missioni di pace durante la Guerra civile di El Salvador                                                                                       |
| 715         | 11 ottobre 1991   | Adottata all'unanimità                                                    | Misure adottate dall'UNSCOM per l'ispezione dell'arsenale iracheno                                                                             |
| 716         | 11 ottobre 1991   | Adottata all'unanimità                                                    | Negoziazioni riguardanti la Questione di Cipro                                                                                                 |
| 717         | 16 ottobre 1991   | Adottata all'unanimità                                                    | Avvio della missione UNAMIC |
| 718         | 31 ottobre 1991   | Adottata all'unanimità                                                    | Avvio della missione UNTAC |
| 719         | 6 novembre 1991   | Adottata all'unanimità                                                    | Estensione del mandato all'ONUCA |
| 720         | 21 novembre 1991  | Adottata all'unanimità                                                    | Racommandazione di Boutros Boutros-Ghali a segretario generale                                                                                 |
| 721         | 27 novembre 1991  | Adottata all'unanimità                                                    | Sforzi del segretario generale nel quadro delle Guerre jugoslave                                                                               |
| 722         | 29 novembre 1991  | Adottata all'unanimità                                                    | Estensione del mandato dell'UNDOF |
| 723         | 12 dicembre 1991  | Adottata all'unanimità                                                    | Estensione del mandato dell'UNFICYP |
| 724         | 15 dicembre 1991  | Adottata all'unanimità                                                    | Istituzione di una commissione d'osservazione per le guerre jugoslave                                                                          |
| 725         | 31 dicembre 1991  | Adottata all'unanimità                                                    | Accordo tra il Fronte Polisario e Marocco per la fine della Guerra del Sahara Occidentale                                                      |
| 726         | 6 gennaio 1992    | Adottata all'unanimità                                                    | Condanna della deportazione di civili dai Territori occupati da Israele                                                                        |
| 727         | 8 gennaio 1992    | Adottata all'unanimità                                                    | Commissione europea di monitoraggio in Jugoslavia                                                                                              |
| 728         | 8 gennaio 1992    | Adottata all'unanimità                                                    | Processo di pace in Cambogia |
| 729         | 14 gennaio 1992   | Adottata all'unanimità                                                    | Estensione del mandato dell'ONUSAL |
| 730         | 16 gennaio 1992   | Adottata all'unanimità                                                    | Fine della missione ONUCA |
| 731         | 21 gennaio 1992   | Adottata all'unanimità                                                    | Condanna della Libia per gli attacchi terroristici ai voli UTA 772 e Pan Am 103                                                                |
| 732         | 23 gennaio 1992   | Adottata senza voto                                                       | Nuovo membro: Kazakistan |
| 733         | 23 gennaio 1992   | Adottata all'unanimità                                                    | Embargo alla somalia durante la Guerra civile in Somalia                                                                                       |
| 734         | 29 gennaio 1992   | Adottata all'unanimità                                                    | Estensione del mandato dell'UNDOF |
| 735         | 29 gennaio 1992   | Adottata senza voto                                                       | Nuovo membro: Armenia |
| 736         | 29 gennaio 1992   | Adottata senza voto                                                       | Nuovo membro: Kirghizistan |
| 737         | 29 gennaio 1992   | Adottata senza voto                                                       | Nuovo membro: Uzbekistan |
| 738         | 29 gennaio 1992   | Adottata senza voto                                                       | Nuovo membro: Tagikistan |
| 739         | 5 febbraio 1992   | Adottata senza voto                                                       | Nuovo membro: Moldavia |
| 740         | 7 febbraio 1992   | Adottata all'unanimità                                                    | Invio dei corpi di pace in Jugoslavia |
| 741         | 7 febbraio 1992   | Adottata senza voto                                                       | Nuovo membro: Turkmenistan |
| 742         | 14 febbraio 1992  | Adottata senza voto                                                       | Nuovo membro: Azerbaigian |
| 743         | 21 febbraio 1992  | Adottata all'unanimità                                                    | Avvio missione UNPROFOR in Jugoslavia |
| 744         | 25 febbraio 1992  | Adottata senza voto                                                       | Nuovo membro: San Marino |
| 745         | 28 febbraio 1992  | Adottata all'unanimità                                                    | Istituzione dell'UNTAC in Cambogia |
| 746         | 17 marzo 1992     | 15-0-0 (membri presenti ma non votanti: Italia, Kenya, Nigeria e Somalia) | Appello ai membri coinvolti nella Guerra civile in Somalia a cooperare con le Nazioni Unite                                                    |
| 747         | 24 marzo 1992     | Adottata all'unanimità                                                    | Estensione del mandato dell'UNAVEM II |
| 748         | 31 marzo 1992     | 10-0-5 (astenuti: Capo Verde, Cina, India, Marocco e Zimbawe)             | Embargo e sanzioni contro la Libia (implementazione della Risoluzione 731)                                                                     |
| 749         | 7 aprile 1992     | Adottata all'unanimità                                                    | Approvazione del rapporto del segretario generale e invio delle truppe UNPROFOR in Jugoslavia                                                  |
| 750         | 10 aprile 1992    | Adottata all'unanimità                                                    | Negoziati sulla Questione di Cipro |
| 751         | 24 aprile 1992    | Adottata all'unanimità                                                    | Istituito l'UNOSOM I per monitorare il cessate il fuoco a Mogadiscio e distribuire aiuti umanitari alla popolazione somala                     |
| 752         | 15 maggio 1992    | Adottata all'unanimità                                                    | Richiesta di cessare il fuoco agli stati coinvolti nella Guerra in Bosnia ed Erzegovina                                                        |
| 753         | 18 maggio 1992    | Adottata senza voto                                                       | Nuovo membro: Croazia |
| 754         | 18 maggio 1992    | Adottata senza voto                                                       | Nuovo membro: Slovenia |
| 755         | 20 maggio 1992    | Adottata senza voto                                                       | Nuovo membro: Bosnia ed Erzegovina |
| 756         | 29 maggio 1992    | Adottata all'unanimità                                                    | Estensione del mandato dell'UNDOF |
| 757         | 30 maggio 1992    | 13-0-2 (astenuti: Zimbawe e Cina)                                         | Embargo contro la Repubblica Socialista Federale di Jugoslavia                                                                                 |
| 758         | 8 giugno 1992     | Adottata all'unanimità                                                    | Estensione e ampliamento del mandato dell'UNPROFOR                                                                                             |
| 759         | 12 giugno 1992    | Adottata all'unanimità                                                    | Estensione del mandato dell'UNFICYP |
| 760         | 18 giugno 1992    | Adottata all'unanimità                                                    | Sanzioni contro la Repubblica Socialista Federale di Jugoslavia                                                                                |
| 761         | 29 giugno 1992    | Adottata all'unanimità                                                    | Richiesta di ampliamento delle forze dell'UNPROFOR                                                                                             |
| 762         | 30 giugno 1992    | Adottata all'unanimità                                                    | Istituzione della Joint Commission e rafforzamento delle operazioni dell'UNPROFOR                                                              |
| 763         | 6 luglio 1992     | Adottata senza voto                                                       | Nuovo membro: Georgia |
| 764         | 13 luglio 1992    | Adottata all'unanimità                                                    | Situazione durante la Guerra in Bosnia ed Erzegovina                                                                                           |
| 765         | 16 luglio 1992    | Adottata all'unanimità                                                    | Condanna del Massacro di Boipatong in Sudafrica                                                                                                |
| 766         | 21 luglio 1992    | Adottata all'unanimità                                                    | Rapporto sulle difficoltà incontrate dalla missione UNTAC                                                                                      |
| 767         | 27 luglio 1992    | Adottata all'unanimità                                                    | Urgente richiesta di cooperazione alle operazioni dell'UNOSOM I                                                                                |
| 768         | 30 luglio 1992    | Adottata all'unanimità                                                    | Estensione del mandato dell'UNIFIL e situazione del conflitto israelo-libanese                                                                 |
| 769         | 7 agosto 1992     | Adottata all'unanimità                                                    | Ampliamento della missione UNPROFOR |
| 770         | 13 agosto 1992    | 12-0-3 (astenuti: Cina, India e Zimbawe)                                  | Invio di aiuti umanitari alla popolazione civile colpita dalla Guerra in Bosnia ed Erzegovina                                                  |
| 771         | 13 agosto 1992    | Adottata all'unanimità                                                    | Condanna della pulizia etnica e altre violazioni commesse nel quadro della Guerra in Bosnia ed Erzegovina                                      |
| 772         | 17 agosto 1992    | Adottata all'unanimità                                                    | Invio di osservatori della Nazioni Unite in Sudafrica                                                                                          |
| 773         | 26 agosto 1992    | 14-0-1 (astenuti: Ecuador)                                                | Approvazione delle decisioni dell'UNIKBDC per la demarcazione dei confini tra Iraq e Kuwait                                                    |
| 774         | 26 agosto 1992    | Adottata all'unanimità                                                    | Negoziati sulla Questione di Cipro |
| 775         | 28 agosto 1992    | Adottata all'unanimità                                                    | Autorizzazione per l'ampliamento delle operazioni dell'UNOSOM I                                                                                |
| 776         | 14 settembre 1992 | Adottata all'unanimità                                                    | Ampliamento del mandato per l'UNPROFOR |
| 777         | 19 settembre 1992 | 12-0-3 (astenuti: Cina, India, Zimbawe)                                   | Dissoluzione della Repubblica Socialista Federale di Jugoslavia                                                                                |
| 778         | 2 ottobre 1992    | 14-0-1 (astenuti: Cina)                                                   | Trasferimento di fondi dalla vendita di petrolio iracheno in adempimento alla risoluzione 706                                                  |
| 779         | 6 ottobre 1992    | Adottata all'unanimità                                                    | Autorizzazione all'UNPROFOR al termine delle operazioni in Croazia                                                                             |
| 780         | 6 ottobre 1992    | Adottata all'unanimità                                                    | Istituzione di una commissione di esperti per l'analisi dell'implementazione della risoluzione 771                                             |
| 781         | 9 ottobre 1992    | 14-0-1 (astenuti: Cina)                                                   | Divieto di volo sul territorio della Bosnia ed Erzegovina                                                                                      |
| 782         | 13 ottobre 1992   | Adottata all'unanimità                                                    | Accordi di pace di Roma |
| 783         | 13 ottobre 1992   | Adottata all'unanimità                                                    | Supporto all'UNTAC |
| 784         | 30 ottobre 1992   | Adottata all'unanimità                                                    | Estensione del mandato dell'ONUSAL |
| 785         | 30 ottobre 1992   | Adottata all'unanimità                                                    | Estensione del mandato dell'UNAVEM II |
| 786         | 10 novembre 1992  | Adottata all'unanimità                                                    | Ampliamento del personale dell'UNPROFOR |
| 787         | 16 novembre 1992  | 13-0-2 (astenuti: Cina, Zimbawe)                                          | Ulteriori sanzioni contro l'ex-Repubblica socialista di Jugoslavia                                                                             |
| 788         | 19 novembre 1992  | Adottata all'unanimità                                                    | Embargo bellico contro la Liberia nel contesto della Prima guerra civile liberiana                                                             |
| 789         | 25 novembre 1992  | Adottata all'unanimità                                                    | Negoziati sulla Questione di Cipro |
| 790         | 25 novembre 1992  | Adottata all'unanimità                                                    | Estensione del mandato dell'UNDOF |
| 791         | 30 novembre 1992  | Adottata all'unanimità                                                    | Estensione del mandato dell'ONUSAL |
| 792         | 30 novembre 1992  | 14-0-1 (astenuti: Cina)                                                   | Sostegno all'UNTAC per le elezioni democratiche del 1993                                                                                       |
| 793         | 30 novembre 1992  | Adottata all'unanimità                                                    | Estensione del mandato dell'UNAVEM II |
| 794         | 3 dicembre 1992   | Adottata all'unanimità                                                    | Creazione della UNITAF |
| 795         | 11 dicembre 1992  | Adottata all'unanimità                                                    | Invio dei corpi di pace UNPROFOR in Macedonia                                                                                                  |
| 796         | 14 dicembre 1992  | Adottata all'unanimità                                                    | Estensione del mandato dell'UNFICYP |
| 797         | 16 dicembre 1992  | Adottata all'unanimità                                                    | Istituzione della ONUMOZ, operazione ONU in Mozambico                                                                                          |
| 798         | 18 dicembre 1992  | Adottata all'unanimità                                                    | Condanna delle violenze sessuali avvenute in Bosnia ed Erzegovina                                                                              |
| 799         | 18 dicembre 1992  | Adottata all'unanimità                                                    | Condanna alle violenze su civili nei Territori occupati da Israele                                                                             |
| 800         | 8 gennaio 1993    | Adottata senza voto                                                       | Nuovo Membro: Slovacchia |